# 佐々木リエ
佐々木 リエ（ささき りえ、1985年1月22日 - ）は、日本の元AV女優。
東京都出身。血液型：A型。身長：166cm、スリーサイズ：B83 / W60 / H88。

## 人物
- 趣味：ショッピング、パソコン
- 特技：水泳
- 初潮は小学校6年生の時[1]
- 初キスと初体験は中学2年生のとき[1]
- 経験人数は9人[1]
- Mである。[1]

## 略歴
- 2004年3月 - AVデビュー
- 2004年10月 - AVから引退

## 作品

### アダルトビデオ
- 恋風 （2004年3月31日、h.m.p）
- 思春期Love-rie （2004年4月21日、h.m.p）
- 佐々木リエと恋人になれるビデオ （2004年5月21日、h.m.p）
- 愛液がと・ま・ら・な・い （2004年6月30日、h.m.p）
- 濡れて気持ちいい… （2004年7月28日、h.m.p）
- エロんな色にイジめて♥ （2004年8月23日、h.m.p）
- むしゃぶりつくほど欲しい。 （2004年9月30日、h.m.p）
- ラブ・セクシャロイド  （2004年10月16日、宇宙企画（メディアステーション））

### DVD
- 思春期Love-rie - Hに興味ジンジン - （2004年4月21日、h.m.p）
- 愛液が と・ま・ら・な・い （2004年6月21日、h.m.p）
- 女教師のレイプ妄想 むしゃぶりつくほど欲しい （2004年10月10日、h.m.p）

#### 総集編
- ザ・3PBomb!4時間（2004年7月21日、h.m.p）
- ザ・女子校生Bomb!4時間（2005年2月21日、h.m.p）